# Oonopinus bistriatus
Oonopinus bistriatus là một loài nhện trong họ Oonopidae.
Loài này thuộc chi Oonopinus. Oonopinus bistriatus được Eugène Simon miêu tả năm 1907.